# Prise de la Guadeloupe
Pour les articles homonymes, voir Invasion de la Guadeloupe.

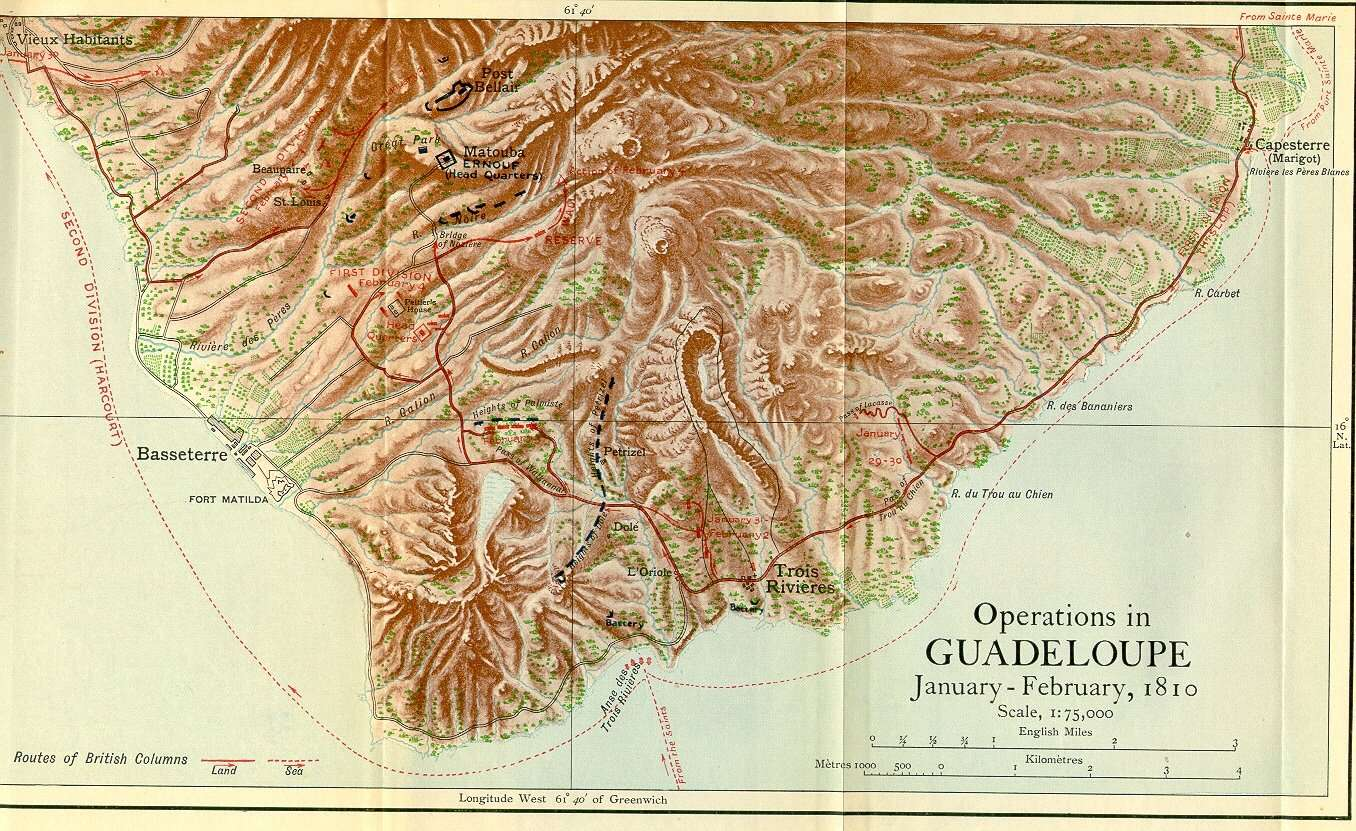
Carte des opérations au sud de l'île

La prise de la Guadeloupe désigne une opération amphibie britannique pour s'emparer de l'île de la Guadeloupe, du 28 janvier au 6 février 1810, durant les guerres napoléoniennes,.

## Sources et références
1. ↑  Eugène Édouard Boyer de Peyreleau, Les Antilles Françaises, particulièrement la Guadeloupe, depuis leur découverte jusqu'au 1er novembre 1825 : ouvrage orné d'une carte nouvelle de la Guadeloupe et de quatorze tableaux statistiques., 1825
2. ↑  Archives nationales, Officiers militaires de la Guadeloupe et dépendances (1802/1808), consulté le 23/08/2016